# 奧柳托爾斯基區

奧柳托爾斯基區在堪察加邊疆區的位置

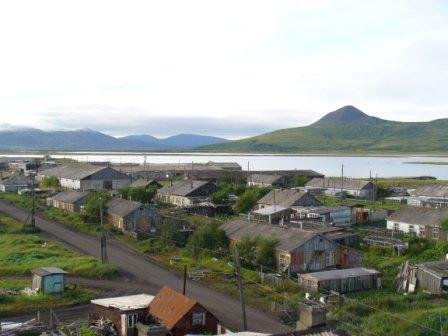

61°N 169°E / 61°N 169°E
奧柳托爾斯基區（俄语：Олюторский район），是俄羅斯堪察加邊疆區科里亞克區下轄的一個區，位於該國東北部，面積72,352平方公里，2010年人口5,036，人口密度每平方公里0.07人。